# Anfimala

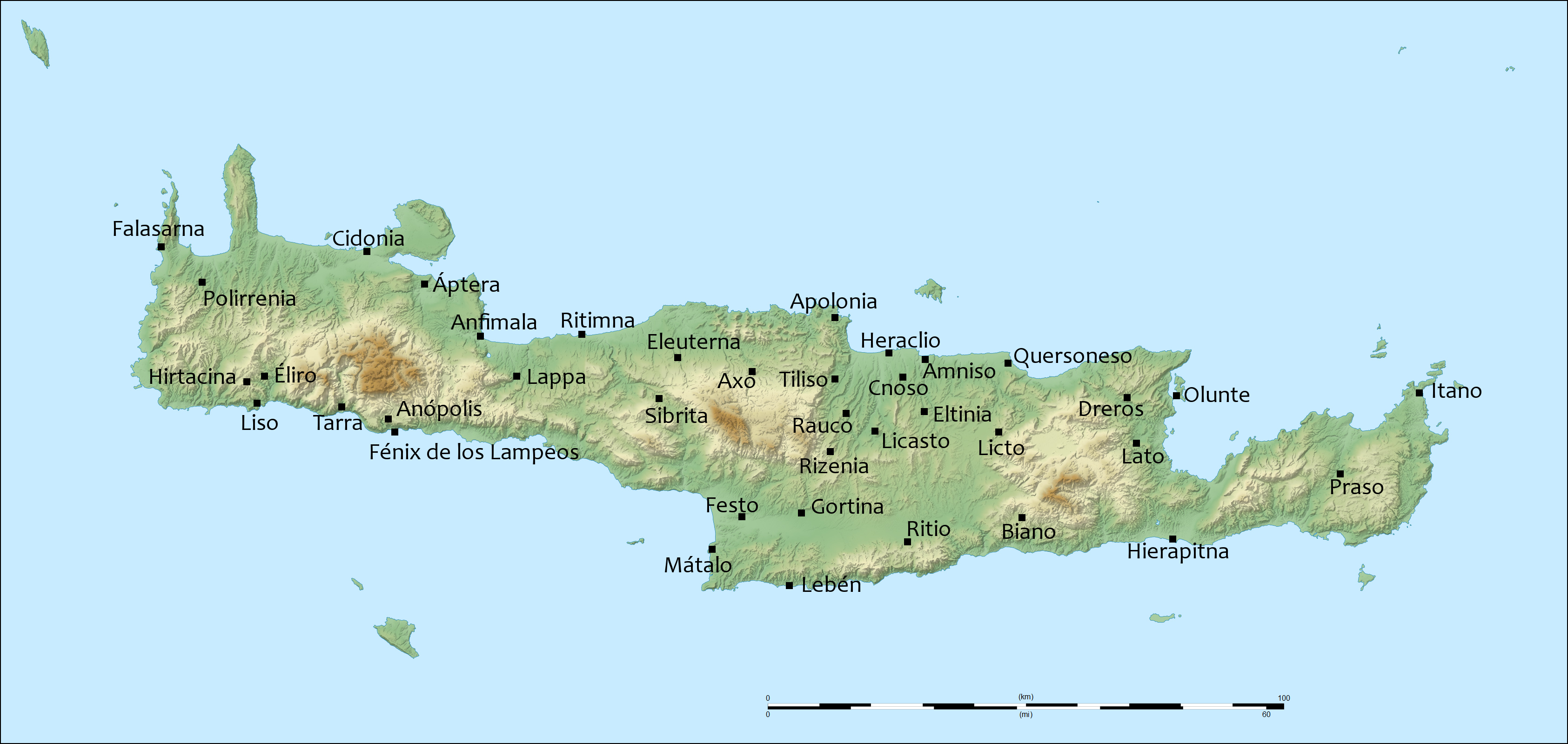
Mapa de Creta con la ubicación de algunas de las principales ciudades en los periodos clásico y helenístico donde figura Anfimala, en la costa septentrional de la isla.

Anfimala (en griego, Ἀμφίμαλλα) es el nombre de una antigua ciudad griega de Creta.
Estrabón la sitúa en la costa septentrional de la isla, en el istmo que une el tercio occidental con el resto de Creta.
Es mencionada también por Plinio el Viejo como uno de los asentamientos en Creta.
Se localiza cerca de la población actual de Georgioúpoli.